# Ana Perugini
Ana Lúcia Lippaus Perugini (Cariacica, 22 de agosto de 1963), mais conhecida como Ana Perugini, é uma advogada, pós-graduada em Gestão e Políticas Públicas e funcionária licenciada do Tribunal de Justiça de São Paulo (TJ-SP) e política brasileira, filiada ao Partido dos Trabalhadores (PT).
Foi vereadora, deputada estadual por dois mandatos e deputada federal. Nas eleições de outubro de 2022, foi eleita deputada estadual e retornará à Alesp.

## Biografia
Iniciou sua militância nas Comunidades Eclesiais de Base (CEB's) e em movimentos populares e sociais, na luta por água, esgoto, asfalto e pela agricultura familiar.
Ana foi eleita deputada federal em 2014, com quase 122 mil votos. Foi a primeira mulher eleita deputada federal na Região Metropolitana de Campinas (RMC).
Antes de chegar a Brasília, Ana Perugini foi vereadora em Hortolândia, de 2005 a 2006, e deputada estadual em duas oportunidades: foi eleita em 2006, com 66.878 votos, e reeleita em 2010, com a preferência de 115.342 eleitores.
O trabalho foi destaque na Assembleia Legislativa do Estado de São Paulo (Alesp), com ações e projetos pela ampliação da oferta de água, expansão das redes de água e esgoto, tarifas justas de pedágio no Estado de São Paulo e em defesa dos direitos das mulheres. 
É autora do projeto que resultou na vacinação gratuita de meninas, meninos e mulheres contra o HPV, vírus que pode causar vários tipos de câncer, e da proposta que estabelece compensação financeira a municípios que recebem impactos negativos causados pela instalação e funcionamentos de presídios.
Eleita presidenta da Comissão de Defesa dos Direitos da Mulher da Câmara dos Deputados em 2018, Ana ampliou a participação dos movimentos sociais no colegiado e deu caráter itinerante à comissão, levando-a aos municípios.
A parlamentar é co-autora da lei 13.363/2016, que garante 30 dias de licença a advogadas que se tornam mães. Em vigor desde novembro de 2016, a lei é resultado do projeto de lei 7.815/2017, que prevê o reconhecimento e a valorização do trabalho das donas 